# Koryta (okres Plzeň-sever)
Koryta (dříve Koryto) jsou obec v okrese Plzeň-sever v Plzeňském kraji. Leží 8,5 kilometru jižně od Kralovic. V obci žije 123 obyvatel.

## Název
Původ názvu lze odvodit od polohy vesnice v blízkosti úžlabiny či koryta potoka, napajedla nebo snad také podle příjmení prvního usedlíka. Jméno vsi se v písemných pramenech objevuje ve tvarech: Corith (1233), v… Corytech (1484), Korytha (1520), na Korytech (1541), Koryta (1546) nebo Koryto (1854–1923). Na začátku roku 1924 byla ves přejmenována na Koryta.

## Historie
První písemná zmínka o vesnici pochází z roku 1233, ale bývá uváděn také rok 1175,[zdroj?] kdy byla Koryta darována knížetem Soběslavem II. plaskému klášteru. Požár, který vypukl dne 6. června 1881, zničil takřka celou obec, byla však v krátké době znovu postavena.

## Přírodní poměry
Koryta sousedí na severovýchodě s Dolním Hradištěm a na jihu s Dobříčí. Na sever od vsi protéká hlubokým údolím Střela.

## Obyvatelstvo
| Rok            | 1869 | 1880 | 1890 | 1900 | 1910 | 1921 | 1930 | 1950 | 1961 | 1970 | 1980 | 1991 | 2001 | 2011 | 2021 |
| -------------- | ---- | ---- | ---- | ---- | ---- | ---- | ---- | ---- | ---- | ---- | ---- | ---- | ---- | ---- | ---- |
| Počet obyvatel | 211  | 229  | 214  | 229  | 275  | 263  | 220  | 165  | 161  | 141  | 148  | 118  | 105  | 117  | 107  |
| Počet domů     | 30   | 32   | 33   | 34   | 36   | 38   | 44   | 85   | 43   | 42   | 37   | 40   | 45   | 47   | 48   |

## Obecní správa
Mezi lety 1850–1985 Koryta byla obcí v okrese Kralovice (1850–1930), posléze v okrese Plasy (1950) a později v okrese Plzeň-sever. Od 1. ledna 1986 do 23. listopadu 1990 patřila jako část obce k Dobříči a od 24. listopadu 1990 jsou opět samostatnou obcí. V letech 1850–1889 k obci patřila Dobříč.

## Pamětihodnosti
Severně od vesnice se na ostrožně obtékané Střelou nachází pozůstatky korytského hradiště z pozdní doby bronzové.